# أكسل نيومان
أكسل نيومان (بالألمانية: Axel Neumann)‏ (22 أبريل 1952 ببرلين في ألمانيا - ) هو لاعب كرة قدم ألماني في مركز الدفاع. لعب مع Boston Minutemen ‏ ولاس فيغاس كويكسيلفرز ‏ وكاليفورنيا سيرف ‏ ونادي غوادالاخارا (نادي كرة قدم) وTeam Hawaii ‏ وتنس بوروسيا برلين.

## وصلات خارجية
- أكسل نيومان على موقع قاعدة بيانات كرة القدم.إي يو (الإنجليزية)
- أكسل نيومان على موقع عالم كرة القدم.نت (الإنجليزية)